# La La Land (chanson de Demi Lovato)
Pour les articles homonymes, voir La La Land.
Singles de Demi Lovato
Get Back
(2008) Don't Forget
(2009)
La La Land est une chanson au tempo pop-rock interprétée par Demi Lovato qui l'a écrite avec les Jonas Brothers. Sortie le 16 décembre 2008, il s'agit du deuxième single de son premier album studio, Don't Forget. Ce morceau a servi comme moyen de promotion pour la série Sonny et a été le premier single de Lovato à être vendu à l'international.

## Clip vidéo
Le clip, dirigé par The Malloys, est diffusé la première fois sur Disney Channel le 19 décembre 2008 pour promouvoir Sonny, la série télévisée de Demi Lovato.
La vidéo débute avec Demi interviewée dans Rumor Has, un débat télévisé fictif par Benny Beverly (interprété par Doug Brochu, Grady dans la série).
Celui-ci demande à Demi de décrire une vie de star. Une vidéo est alors montrée à l'audience qui n'est autre que le clip vidéo de La La Land. En réalité, Demi Lovato cherche à exprimer le fait que, malgré la célébrité, la simplicité est là (on l'aperçoit par exemple monter dans une camionnette délabrée, entourée de très belles voitures), bien que rester soi-même demeure compliqué.
Plusieurs anecdotes autour des personnages de la série Sonny (With A Chance) ont été introduites dans le clip :
- Demi est dans une rue hollywoodienne et croise Tiffany Thornton (Tawni) avec deux amies qui parodient l'émission "Paris Hilton's BBF".
- Elle continue de marcher et bouscule par inadvertance un inconnu, au moment même où un paparazzi (Sterling Knight, Chad) les prend en photos. Le scénario poursuit avec une jeune fille qui lit un magazine de presse (Allisyn Ashley Arm, Zora) où la photo de Demi avec l'inconnu est en Une.
- Demi pose sur un tapis rouge, photographiée avec les autres acteurs de la série Sonny.
- On l’aperçoit par la suite avec une perruque rose, maquillée pour une publicité de parfum, qu'elle refuse, provoquant la frustration du directeur (Brandon Mychal Smith, Nico).

## Classements
| Classement (2009)              | Meilleur position |
| ------------------------------ | ----------------- |
| Allemagne (Media Control AG)   | 82                |
| Australie (ARIA)               | 76                |
| Europe (Hot 100)               | 91                |
| Irlande (IRMA)                 | 30                |
| Royaume-Uni (UK Singles Chart) | 35                |
| États-Unis (Hot 100)           | 52                |
| États-Unis (Billboard Pop 100) | 92                |